# Cnodalia harpax
Cnodalia harpax är en spindelart som beskrevs av Tord Tamerlan Teodor Thorell 1890. Cnodalia harpax ingår i släktet Cnodalia och familjen hjulspindlar. Inga underarter finns listade i Catalogue of Life.